# Cactoblastis cactorum
Cactoblastis cactorum is een vlinder uit de familie snuitmotten (Pyralidae). De vlinder heeft cactussen uit het geslacht Opuntia als waardplant. Het wijfje zet op deze planten staafjes met 70 tot 90 eitjes af op de cactus, die doen denken aan de stekels van een cactus. Na 25 tot 30 dagen komen de eitjes uit. De rupsen boren zich in de cactus en vreten hem van binnen helemaal leeg. Als de rupsen volgroeid zijn, komen ze weer uit de cactus, en verpoppen op de grond tussen de plantenresten. De nieuwe imagines gaan op zoek naar een nieuwe plant.
De vlinder komt oorspronkelijk voor in Zuid-Amerika, maar heeft zich verspreid over het Caribisch gebied en heeft ook Mexico en Florida bereikt.

## Biologische bestrijder
Cactoblastis cactorum is in Australië in de jaren 1920 met succes ingezet om geïntroduceerde cactussen uit het geslacht Opuntia ("Prickly pears") onder controle te krijgen. Dit succes werd herhaald in Zuid-Afrika in 1933, in Hawaï in 1950 en in Nevis in 1957.

## Monument
In Dalby, in Queensland, Australië, is een monument opgericht voor Cactoblastis cactorum, terwijl bij Chinchilla, ook in Queensland, de "Boonarga Cactoblastis Memorial Hall" ook is opgedragen aan C. cactorum. De vlindertjes en vooral de rupsen hebben daar succesvol een plaag van de Prickly pears bestreden. Deze monumenten behoren tot de weinige grote eerbetonen aan insecten.